# Chopardiana duberneti
Chopardiana duberneti är en fjärilsart som beskrevs av Pierre E.L. Viette 1968. Chopardiana duberneti ingår i släktet Chopardiana och familjen nattflyn. Inga underarter finns listade i Catalogue of Life.